# Leon Kasman

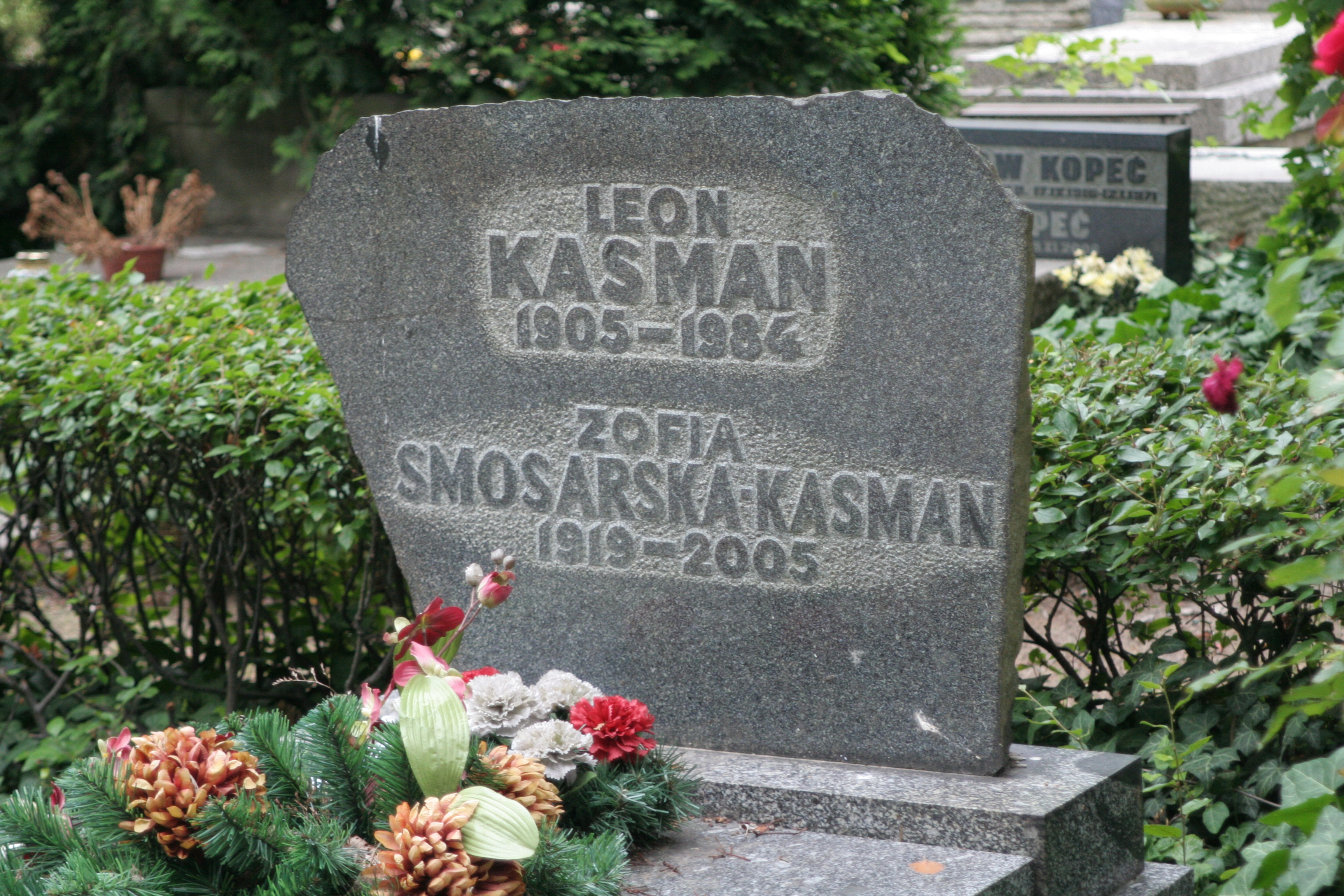
Nagrobek Leona Kasmana na Cmentarzu Wojskowym na Powązkach w Warszawie

Leon Kasman, ps. „Adam”, „Bolek”, „Janowski”, „Zygmunt” (ur. 28 października 1905 w Łodzi, zm. 12 lipca 1984 w Warszawie) – polski działacz komunistyczny. Pierwszy redaktor naczelny dziennika „Trybuna Ludu” (organu KC PZPR) w latach 1948–1953 (później także w latach 1957–1967), poseł do Krajowej Rady Narodowej (1945–1947) oraz na Sejm PRL I, III i IV kadencji (1952–1956, 1961–1969).

## Życiorys
Jego ojciec Abram był kupcem i w swoje ślady skierował też Leona, zapisując go – po ukończeniu przezeń gimnazjum – na wydział handlowy Wyższej Szkoły Realnej Zgromadzenia Kupców w Łodzi. Szkoły tej jednak Leon nie ukończył, bo już w wieku lat 14 związał się z ruchem lewicowym. W 1920 przystąpił do Rosyjskiej Komunistycznej Partii (bolszewików). W 1922 został po raz pierwszy aresztowany (w tym samym czasie, będąc niespełna 17-latkiem, został członkiem egzekutywy Związku Młodzieży Komunistycznej okręgu łódzkiego i członkiem Komunistycznej Partii Robotniczej Polski). Po wyjściu na wolność podjął naukę w Wolnej Wszechnicy Polskiej w Warszawie. Członek koła studentów Związku Młodzieży Komunistycznej i przewodniczący Zarządu Warszawskiego Związku Niezależnej Młodzieży Socjalistycznej „Życie”. Od 1925 pracownik Wydziału Zawodowego Komitetu Warszawskiego Komunistycznej Partii Polski, a od maja 1927 do 1934 funkcjonariusz KPP. Członek egzekutywy Komitetu Warszawskiego KPP. Od końca 1927 sekretarz Komitetu Okręgowego KPP Warszawa-Podmiejska. Zwolennik ultralewicowej frakcji „mniejszości” w KPP. W kwietniu 1928 aresztowany i skazany na cztery lata, po amnestii na dwa lata. Więziony m.in. na Pawiaku. Zwolniony w maju 1930, został sekretarzem KO KPP Zagłębia Dąbrowskiego. Delegat na V Zjazd KPP w Peterhofie w sierpniu 1930. Od końca 1930 sekretarz KO KPP na Górnym Śląsku. Wiosną 1931 został sekretarzem Komitetu Warszawskiego KPP. 16 kwietnia 1931 aresztowany i skazany na 6 lat ciężkiego więzienia. W czerwcu 1934 uzyskał trzymiesięczny urlop zdrowotny i na polecenie władz KPP wyjechał do ZSRR. W latach 1934–1936 wykładał w Moskwie na kursach polskich Kominternu (uczył m.in. Władysława Gomułkę). W 1936 był instruktorem w Komitecie Centralnym KPP. Od 1936 do 1939 za działalność w KPP otrzymał wyrok 5 lat więzienia. Karę odbywał w Nowym Sączu, Kielcach i Tarnowie.
Po agresji III Rzeszy i ZSRR na Polskę znalazł się na terenie okupacji sowieckiej we Lwowie (przez pewien czas zamieszkiwał z Gomułką). Po ataku Niemiec na ZSRR pod koniec czerwca 1941 ewakuowany na wschód. Podczas ewakuacji został ranny w obie nogi i umieszczony w izbie chorych w Dunajewce. We wrześniu 1941 powołany na instruktora Wydziału Kadr Kominternu z zadaniem opieki nad byłymi członkami KPP. Od lipca 1943 działał w radzieckim obozie partyzanckim na Białorusi z postawionym przez Komintern zadaniem przygotowania do działań Polską Partię Robotniczą. W styczniu 1944 przerzucony przez Moskwę na Lubelszczyznę w celu nawiązania utraconego (po aresztowaniu przez Gestapo sekretarza PPR Pawła Findera i odpowiedzialnej za łączność radiową Małgorzaty Fornalskiej) kontaktu z Komitetem Centralnym PPR. Kontakt nawiązał przekazując do Moskwy list od Gomułki, dokumenty Krajowej Rady Narodowej oraz charakterystyki Władysława Gomułki i Bolesława Bieruta. Grupę Kasmana pozostawiono na Lubelszczyźnie jako niezależny od PPR punkt łączności z Moskwą. Leon Kasman nie chciał podporządkować się kierownictwu PPR z Gomułką na czele, twierdząc, że polecenia może przyjmować tylko z Moskwy. Przebywał w dowodzonych przez Mieczysława Moczara oddziałach Armii Ludowej. Podczas niemieckiej obławy 15 marca 1944 został ranny w nogę.
Od 8 września 1944 był redaktorem naczelnym „Trybuny Wolności”. Od października 1944 do lutego 1945 był kierownikiem Wydziału Propagandy KC PPR w Lublinie (nadzorował „Głos Ludu” i „Trybunę Wolności”), a od marca 1945 do lutego 1946 kierownikiem Wydziału Organizacyjnego KC PPR. Od 3 maja 1945 z ramienia tej partii był posłem do Krajowej Rady Narodowej. W latach 1945–1948 był członkiem KC PPR, a następnie – po utworzeniu Polskiej Zjednoczonej Partii Robotniczej – do listopada 1968 zasiadał w Komitecie Centralnym tej partii. Pełnił mandat posła na Sejm PRL I kadencji w latach 1952–1956 w okręgu Płock, III kadencji w latach 1961–1965 w okręgu Chorzów i IV kadencji w latach 1965–1969 w okręgu Szczecinek.
Był zastępcą przewodniczącego Centralnego Urzędu Planowania i dyrektorem Spółdzielni Wydawniczej „Książka” oraz (od 10 maja 1947) członkiem rady nadzorczej Robotniczej Spółdzielni Wydawniczej „Prasa”. W następnym roku został skierowany po raz pierwszy na stanowisko redaktora naczelnego „Trybuny Ludu” (wskutek narastających w partii konfliktów określanych mianem „walki z kosmopolityzmem” odwołany został z tej funkcji w grudniu 1953). W 1955 mianowany na stanowisko wiceministra przemysłu lekkiego i później – od 4 lutego 1956 do 15 stycznia 1957 – zastępcą przewodniczącego Państwowej Komisji Planowania Gospodarczego; od 1956 zaliczany do frakcji „puławian”. W 1957 został ponownie skierowany na stanowisko redaktora naczelnego „Trybuny Ludu”, w 1967 został odwołany. Od 1958 był członkiem Zarządu Głównego Towarzystwa Przyjaźni Polsko-Chińskiej. W maju 1968 został wiceprezesem Narodowego Banku Polskiego, wkrótce przeniesiony na emeryturę.

## Odznaczenia
Odznaczony Orderem Sztandaru Pracy I klasy (dwukrotnie), Orderem Krzyża Grunwaldu III klasy, Pamiątkowym Medalem z okazji 40 rocznicy powstania Krajowej Rady Narodowej (1983) i wieloma innymi odznaczeniami.

## Życie prywatne
Żonaty z Lidią z domu Cederbaum (1912–1960, właśc. Chawa Lea), działaczką KZMP, KPP, PPR i Związku Patriotów Polskich, potem z Zofią Smosarską-Kasman z domu Malarską (1919–2005). Zmarł w 1984, pochowany został na cmentarzu komunalnym na Powązkach (kwatera A32-tuje-6), później razem z nim pochowano żonę Zofię.